# The Healer
The Healer ist ein Studioalbum des US-amerikanischen Bluessänger John Lee Hooker, das im September 1989 erschien.

## Entstehung und Veröffentlichung
Die Erstveröffentlichung von The Healer erfolgte am 1. September 1989 bei Silvertone Records. Das Album erschien in seiner Originalausführung als CD (Katalognummer: ZD 74307) und LP mit zehn Titeln (Katalognummer: ZL 74307).
Geschrieben wurden alle Lieder von John Lee Hooker selbst, zumeist auch alleine. Er bekam lediglich beim Schreibprozess von I’m in the Mood Unterstützung durch Bernard Besman sowie bei The Healer von Roy Rogers, Carlos Santana und Chester Thompson. Für die Produktion aller Lieder zeichnete Roy Rogers verantwortlich, er bekam auch nur bei den beiden Liedern I’m in the Mood und The Healer Unterstützung. Mike Kappus organisierte die Zusammenarbeit der diversen Musiker bei diesem Album und war Produktionsleiter. Kappus, Rogers und Hooker gründeten zur Produktion des Albums eine eigene Produktionsfirma.

## Titelliste
1. The Healer – 5:36 (mit Carlos Santana)
2. I’m in the Mood – 4:30 (mit Bonnie Raitt)
3. Baby Lee – 3:43 (mit Robert Cray)
4. Cuttin’ Out – 4:35 (mit Canned Heat)
5. Think Twice Before You Go – 2:58 (mit Los Lobos)
6. Sally Mae – 3:15 (mit George Thorogood)
7. That’s Alright – 4:23 (mit Charlie Musselwhite)
8. Rockin’ Chair – 4:09
9. My Dream – 4:02
10. No Substitute – 4:07

## Mitwirkende
- John Lee Hooker – Gesang, Gitarre, Steelgitarre
- Carlos Santana – Gitarre
- Chepito Areas – Timbales
- Armando Peraza – Congas
- Ndugu Chancler – Schlagzeug
- Chester Thompson – Keyboard, Synthesizer
- Bonnie Raitt – Gesang, Slide-Gitarre
- Roy Rogers – Gitarre, Slide-Gitarre
- Scott Mathews – Schlagzeug
- Robert Cray – Gitarre
- Richard Cousins – Bassgitarre
- Henry Vestine – Gitarre
- Larry Taylor – Bassgitarre
- Fito de la Parra – Schlagzeug
- Charlie Musselwhite – Mundharmonika
- César Rosas – Gitarre
- David Hidalgo – Gitarre, Akkordeon
- Louie Pérez – Schlagzeug
- Conrad Lozano – Bassgitarre
- Steve Berlin – Saxophon
- George Thorogood – Gitarre
- Steve Ehrmann – Bassgitarre

## Preise
John Lee Hooker und Bonnie Raitt erhielten für das Lied I’m in the Mood den Grammy 1990 in der Kategorie „Beste traditionelle Blues-Aufnahme“.

## Kommerzieller Erfolg

### Chartplatzierungen
The Healer avancierte zum Top-10-Album in Neuseeland (Rang 6) und den Niederlanden (Rang 9).
| ChartsChartplatzierungen       | Höchstplatzierung | Wochen |
| ------------------------------ | ----------------- | ------ |
| Deutschland (GfK)              | 17 (38 Wo.)       | 38     |
| Schweiz (IFPI)                 | 15 (20 Wo.)       | 20     |
| Vereinigte Staaten (Billboard) | 62 (38 Wo.)       | 38     |
| Vereinigtes Königreich (OCC)   | 63 (8 Wo.)        | 8      |

| ChartsJahrescharts (1990) | Platzierung |
| ------------------------- | ----------- |
| Deutschland (GfK)         | 35          |

### Auszeichnungen für Musikverkäufe
| Land/Region                  | Auszeichnungen für Musikverkäufe (Land/Region, Auszeichnung, Verkäufe) | Verkäufe |
| ---------------------------- | ---------------------------------------------------------------------- | -------- |
| Australien (ARIA)            | Gold                                                                   | 35.000   |
| Kanada (MC)                  | Gold                                                                   | 50.000   |
| Neuseeland (RMNZ)            | Platin                                                                 | 20.000   |
| Niederlande (NVPI)           | Gold                                                                   | 50.000   |
| Schweiz (IFPI)               | Gold                                                                   | 25.000   |
| Vereinigtes Königreich (BPI) | Gold                                                                   | 100.000  |
| Insgesamt                    | 5× Gold · 1× Platin ·                                                  | 280.000  |